# Mindelo (Vila do Conde)
Mindelo is een plaats (freguesia) in de Portugese gemeente Vila do Conde en telt 3402 inwoners (2001).